# Junjung

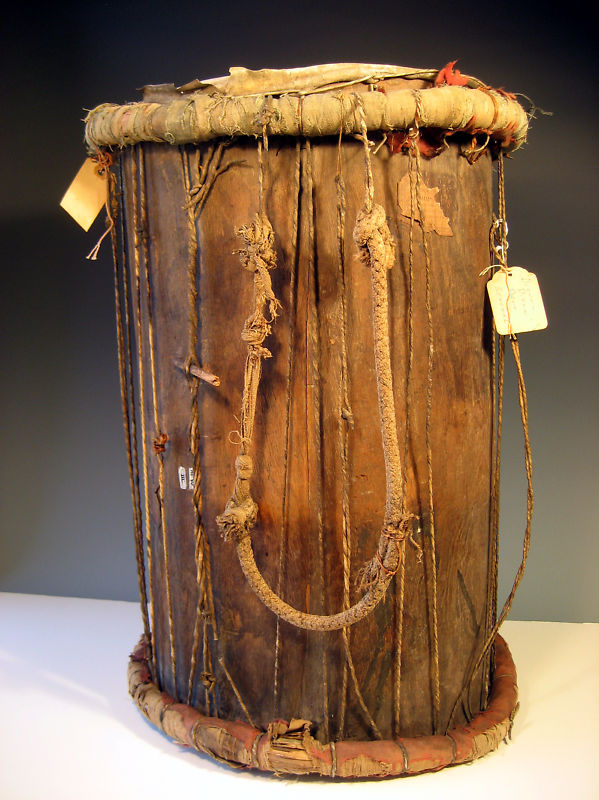
Junjung du Sine.

Junjung, jung-jung ou gungun ou encore dyoung-dyoung est le nom d'un tambour de guerre royal des Sérères au Sénégal et en Gambie. On en jouait sur le chemin de la bataille ainsi qu'à l'occasion de cérémonies officielles de l'État et de cérémonies religieuses. 
Il est à l'origine de la musique du même nom qu'on retrouve également dans les Caraïbes à la suite des migrations noires.